# 김순덕 (언론인)
김순덕(金順德, 1962년 2월 6일 ~ )은 대한민국의 언론인이다. 1984년 이화여자대학교 영어영문학과를 졸업하고, 동아일보 편집국 기자로 입사하여 2018년 12월 28일자로 대기자(전무)가 되었다.
김순덕 칼럼, 김순덕의 도발을 연재하고 있다.